# Imamkulukend
Imamkulukend (ryska: Имамкулукенд, azerbajdzjanska: İmamqulukənd) är en ort i Azerbajdzjan.   Den ligger i distriktet Qusar Rayonu, i den nordöstra delen av landet, 180 km nordväst om huvudstaden Baku. Imamkulukend ligger 410 meter över havet och antalet invånare är 2 798.
Terrängen runt Imamkulukend är varierad. Närmaste större samhälle är Qusar, 14,1 km söder om Imamkulukend.
Trakten runt Imamkulukend består till största delen av jordbruksmark. Runt Imamkulukend är det ganska glesbefolkat, med 48 invånare per kvadratkilometer.